# Palatul Finanțelor din Brașov
Palatul Finanțelor din Brașov este o clădire care datează de la sfârșitul secolului al XIX-lea și care în prezent este sediul Primăriei și al Consiliului Local al Municipiului Brașov.

## Istoric

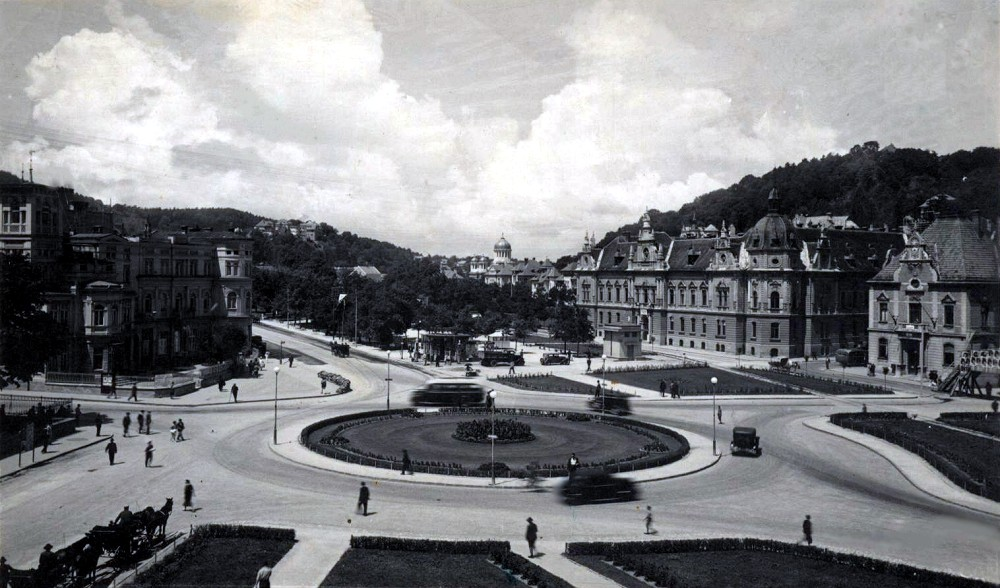
Palatul Finanțelor, Palatul Poștei și vila Kertsch (stânga)

În a doua jumătate a secolului al XIX-lea, au fost întocmite primele planuri de sistematizare a Brașovului, care implicau dezvoltarea urbanistică spre suburbii, în primul rând spre Blumăna. În acest scop au fost demolate eșalonat o parte din fortificațiile medievale ale Cetății de pe laturile de nord-est și sud-vest.
Pe latura de nord-est, pe locul vast care pe vremuri constituia un câmp larg de apărare în fața zidurilor cetății, s-au construit câteva clădiri administrative: Palatul de Justiție (astăzi sediul Prefecturii și al Consiliului Județean Brașov), Palatul Poștelor precum și Palatul Finanțelor (astăzi Primăria).
Construit între anii 1897-1898 de către firma antreprenoare Martin Stenner, Palatul Finanțelor combină stilurile neobaroc și Art Nouveau, fiind similară unor clădiri din Budapesta din aceeași perioadă. În colțurile acoperișului sunt mici obeliscuri, iar ulterior deasupra intrării principale a fost instalat un ceas.
Clădirea a fost ani de zile sediul Administrației Financiare până la instaurarea regimului comunist, când a devenit sediul Sfatului Popular al orașului Brașov, apoi Consiliul Popular al municipiului Brașov, iar ulterior a devenit sediul Primăriei și al Consiliului Local al municipiului Brașov.

## Galerie de imagini

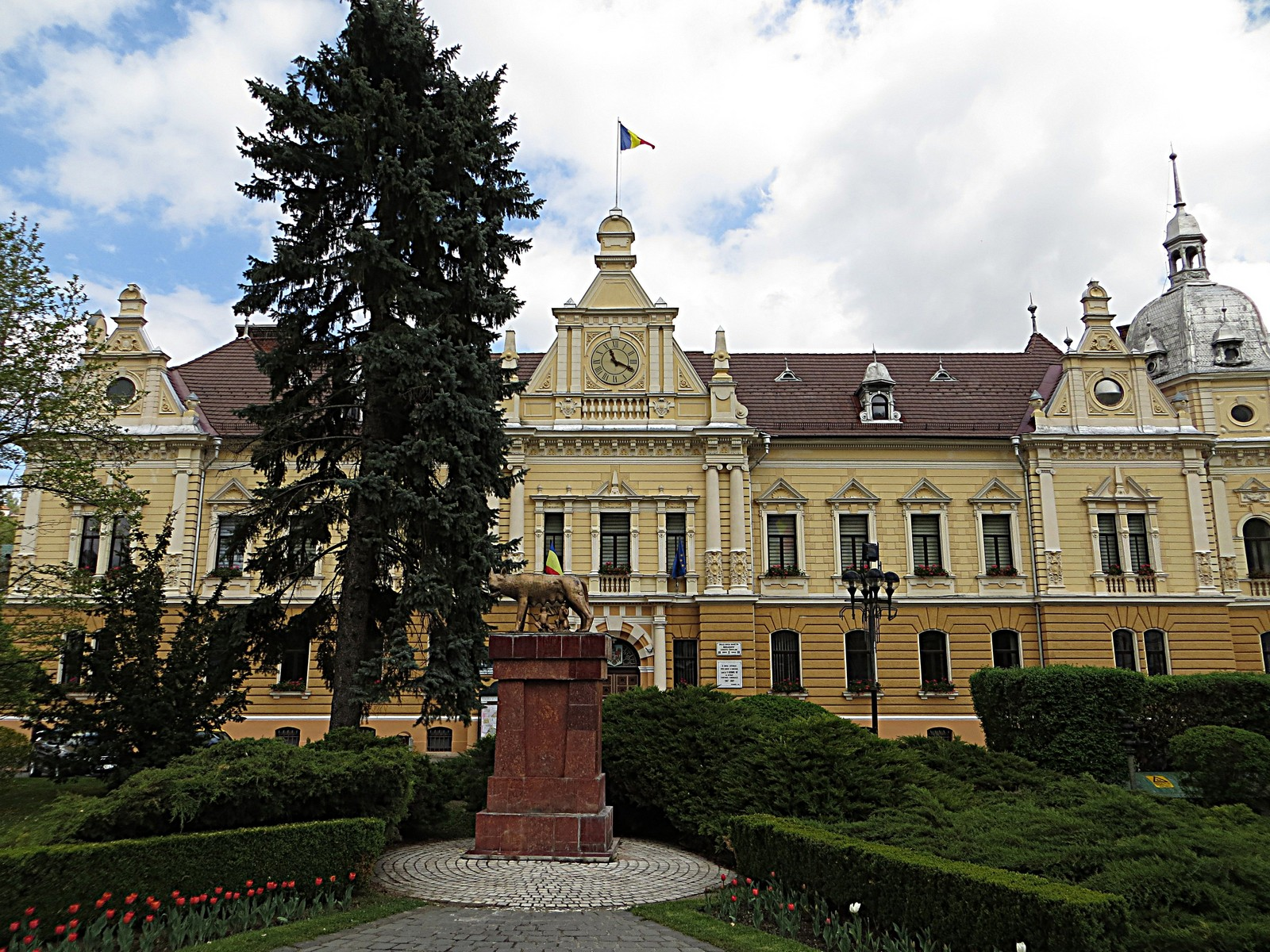
Palatul Finanțelor (Primăria) și „Lupa Capitolina”
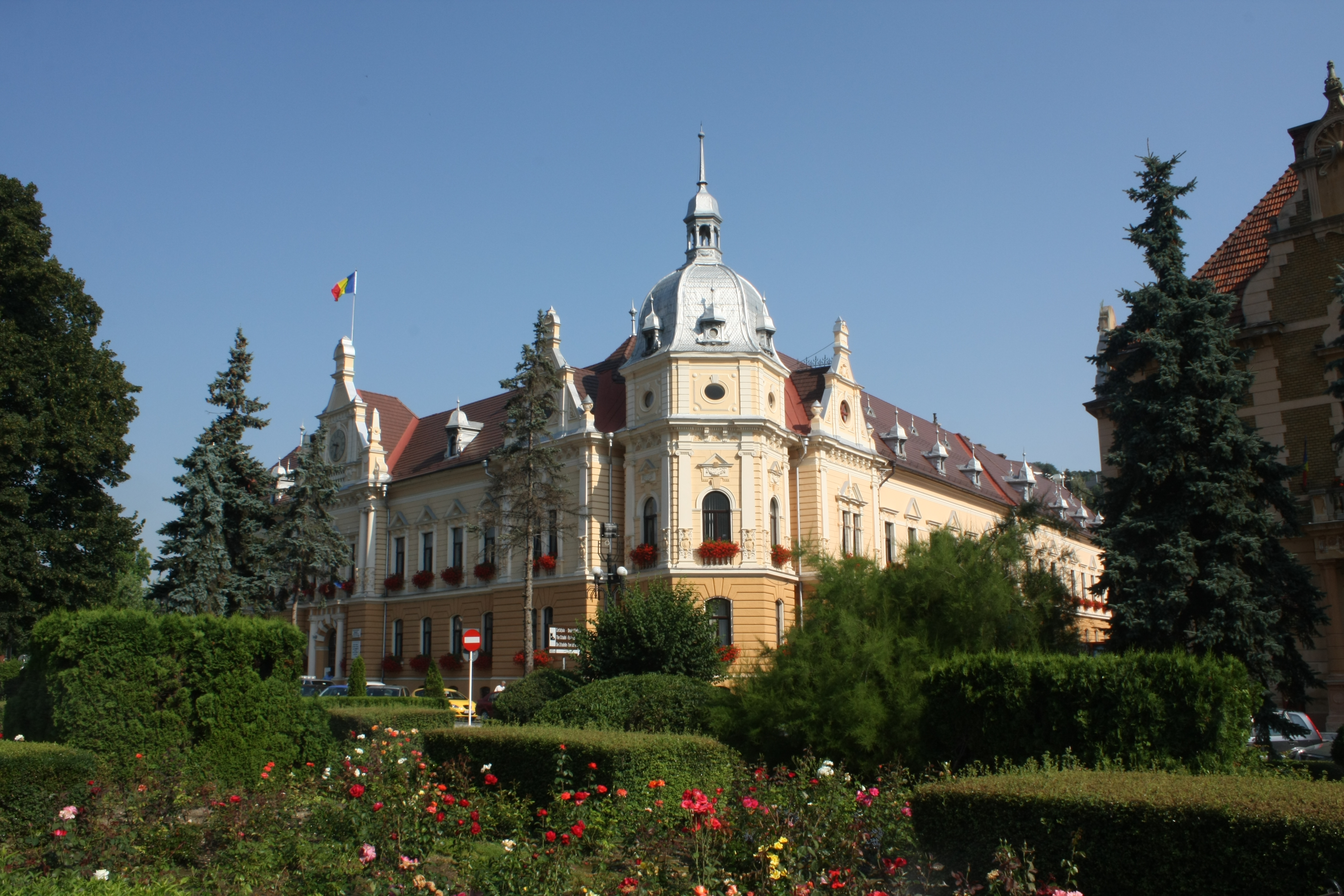
Palatul Finanțelor (Primăria)
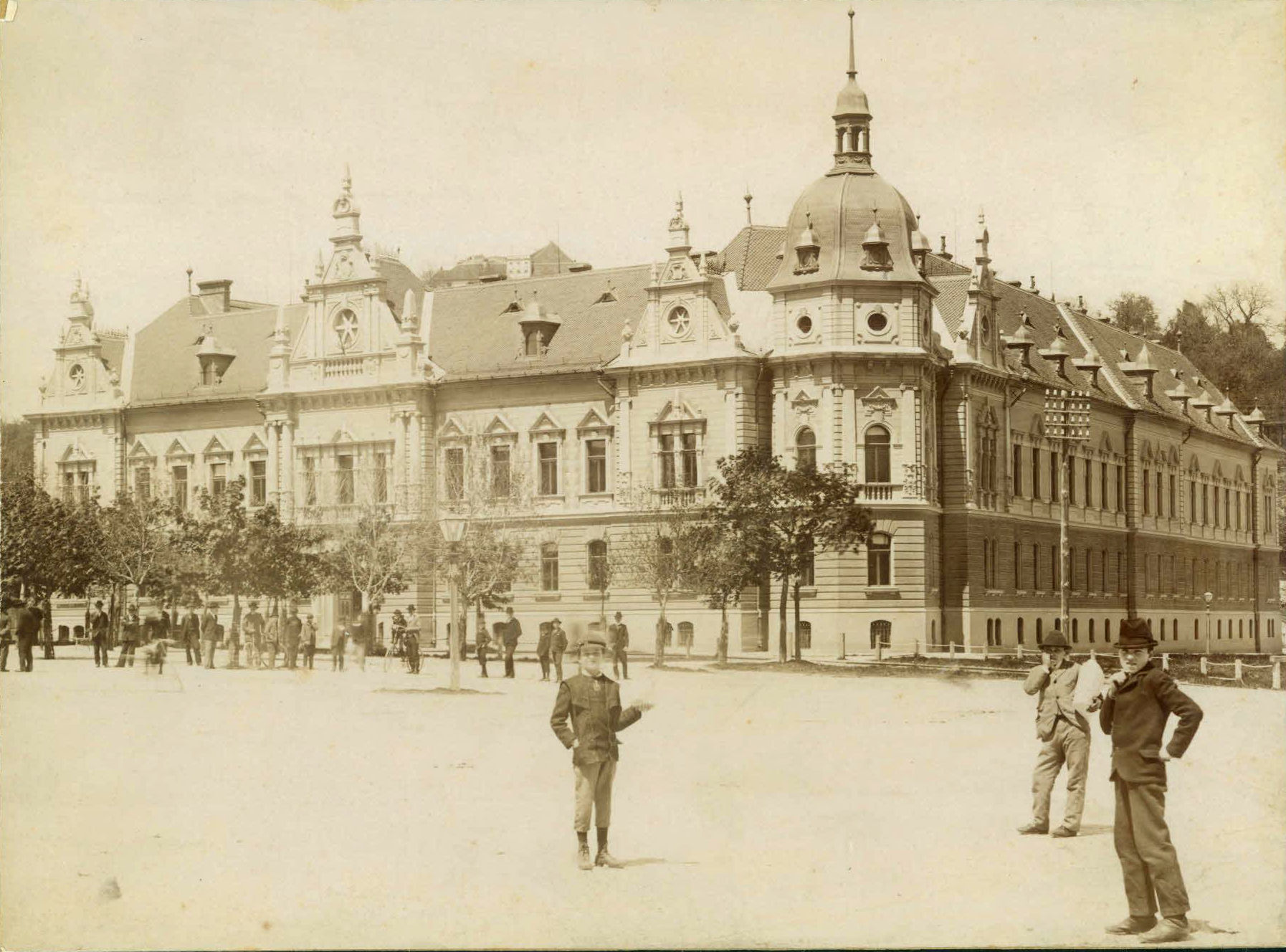
Palatul Finanțelor în 1920
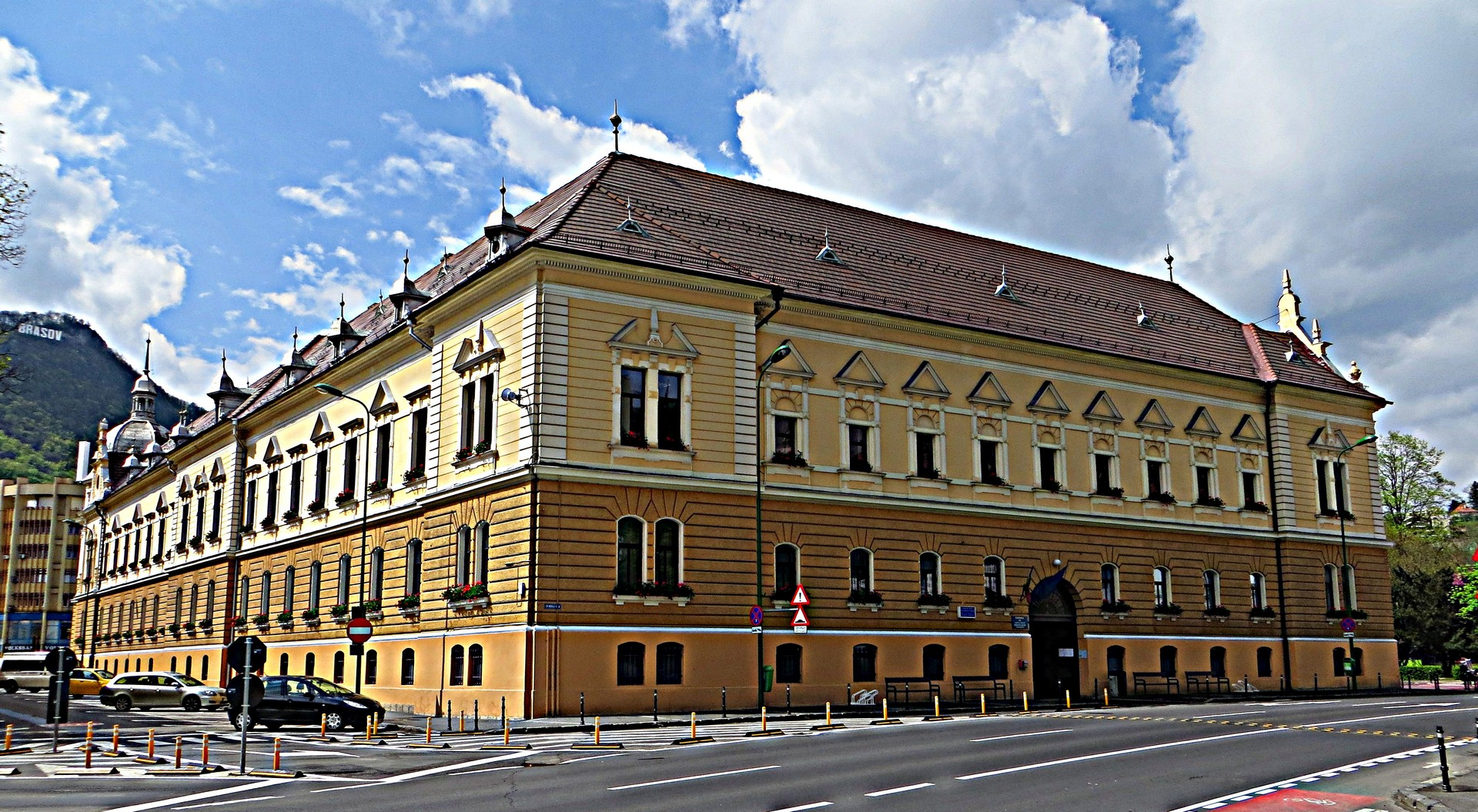
Palatul Finanțelor - latura de nord
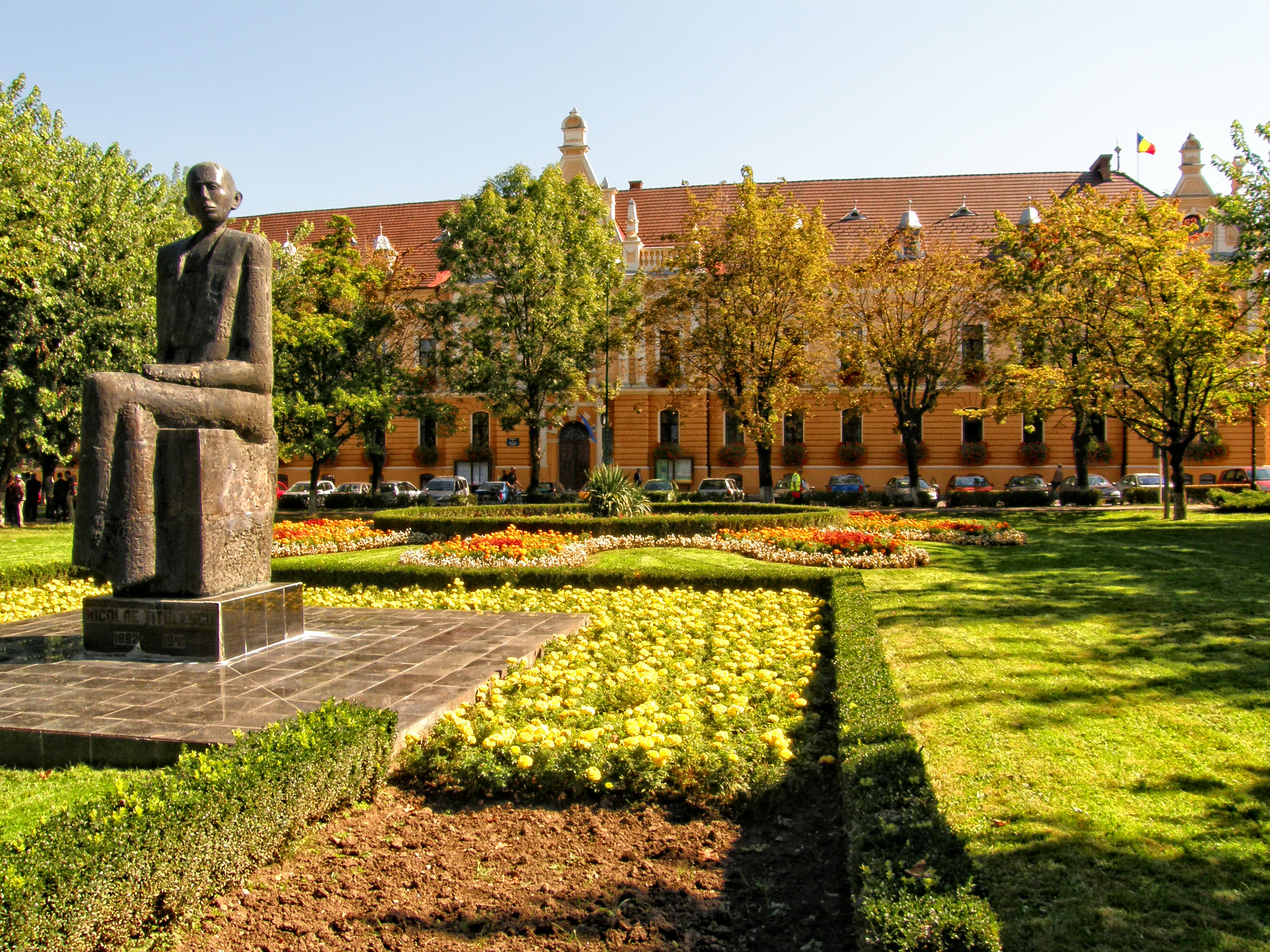
Parcul Nicolae Titulescu și Palatul Finanțelor